# CADCI

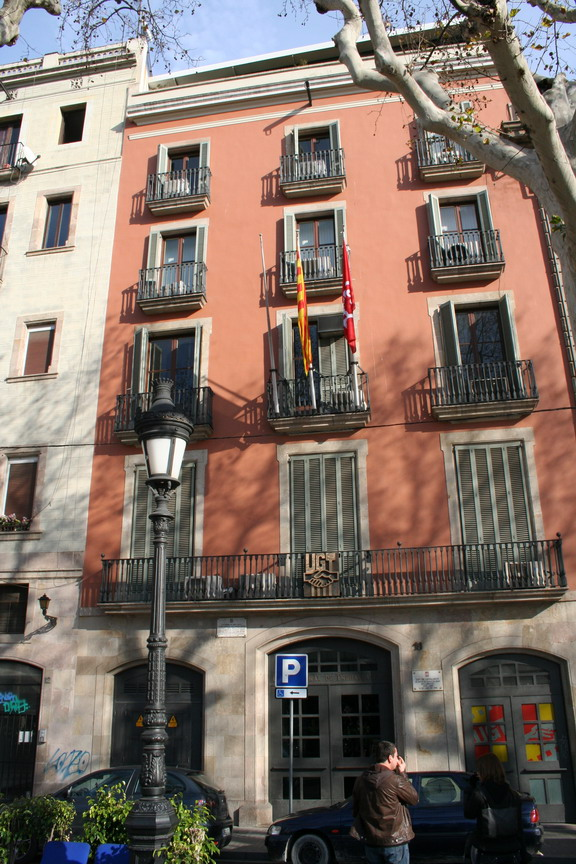
Sede del CADCI en la rambla de Santa Mónica de Barcelona.

El  Centre Autonomista de Dependents del Comerç i de la Indústria o CADCI, (en castellano:  Centro Autonomista de Dependientes del Comercio y de la Industria) es una asociación sindical y social catalana. Fue fundada en 1903 por un grupo de dependientes de comercio y de oficinas (denominados despectivamente saltataulells, "saltamostradores" en castellano) de tendencia política catalanista.

## Historia

### El CADCI durante las primeras décadas delsigloXX
El CADCI fue fundado en Barcelona en 1903. Fue inscrita inicialmente como "obrera" para evitar impuestos. Según sus estatutos, la finalidad de la entidad era agrupar a los dependientes del comercio y de la industria para conseguir el mejoramiento moral, cultural, físico y material de los asociados, de acuerdo con los principios autonomistas y de una sana y tolerante catalanidad. En esa época admitía socios protectores para ayudar al mantenimiento de las Escuelas Mercantiles Catalanas, que daban las clases en catalán. En los primeros años, la sección de propaganda seguía las directrices de la Lliga Regionalista y participaba en todos los actos cívicos y deportivos organizados por aquella, pero después se radicalizó y se distanció de los regionalistas conservadores. Desde 1912 editaba la revista Acció.
En julio de 1910 se creó la Sección Permanente de Relación y Trabajo y bajo el empuje y organización de esta sección, empezó a dirigir las reivindicaciones y la confluencia de las sociedades obreras de dependientes mercantiles de Barcelona, como la campaña de 1912-1913 para reclamar el cierre de los establecimientos a las ocho de la tarde, la campaña por el descanso dominical, o la campaña de 1914 para fijar la jornada de trabajo en 10 horas y la supresión del internado, que culminaría en la Primera Asamblea de Dependientes de Cataluña (1913) y en la constitución de la Federación de Dependientes de Cataluña (enero de 1921).
En 1917 tenía unos 10 000 socios. Ese año su presidente, Josep Puig, fue elegido concejal de Barcelona por la Lliga Regionalista. Poco antes de la instauración de la dictadura de  Primo de Rivera, se firmó en su local el primer pacto Galeusca, el 11 de septiembre de 1923.
Miguel Primo de Rivera clausuró el CADCI, procesó bajo la acusación de separatismo a los dirigentes de la sección de propaganda y se incautó de la sede social del CADCI situada en la rambla de Santa Mónica, donde se instaló el Sindicato Libre. El CADCI no recuperó el local hasta el 1931. Fue cantera de jóvenes activistas catalanes cómo Jaume Compte, Abelard Tona y Jordi Arquer.
Al proclamarse la Segunda República Española se decantó políticamente por Esquerra Republicana de Cataluña y su presidente, Francesc Xavier Casals, fue nombrado consejero de Trabajo y de Asistencia Social en 1932, en el primer gobierno de la Generalidad formado por Macià tras las elecciones de 1932. Un grupo de socios del centro participó en la Proclamación del Estado Catalán en octubre de 1934; se atrincheraron en la sede de la rambla de Santa Mónica y fueran desalojados a cañonazos por el ejército. Murieron Jaume Compte, Manuel González Alba y Amadeu Bardina.
En 1936 fue nombrado presidente Pere Aznar, que elegido diputado en las cortes republicanas tras las elecciones de febrero de ese año por el Partit Català Proletari (tras la fusión de varios partidos marxistas catalanes para crear el PSUC, Aznar se convirtió en militante de este partido). Durante la Guerra Civil la sección de trabajo se adhirió a la Unión General de Trabajadores en una asamblea polémica. Cuando las tropas de Franco ocuparon Barcelona en febrero de 1939, confiscaron el local del CADCI así como todo su fondo documental y la biblioteca, instalando un hospital. A pesar de no haber sido incluido entre las entidades listadas en la Ley de Responsabilidades Políticas, mediante un decreto del 31 de enero de 1944 se ordenó la transferencia de la sede social del CADCI, entonces en poder de la Falange Española Tradicionalista y de las JONS (era la sede del Frente de Juventudes), al Ministerio del Ejército.
El CADCI se mantuvo en el exilio en Santiago de Chile de la mano de Pere Aznar, su presidente desde 1936, que había abandonado el PSUC. Firmó las diferentes renovaciones del pacto Galeusca, primero en México (1944) y después en Buenos Aires (1947).

### Restablecimiento tras la restauración de la democracia
Tras el franquismo hubo algunos intentos frustrados de reconstruir el CADCI. No fue hasta enero de 1979 cuando se inscribió el  Centre Autonomista de Dependents del Comerç i de la Indústria, Entitat Obrera. El CADCI tuvo una importante labor en su reclamación de sus derechos patrimoniales y morales. Por esta razón durante el primer gobierno de Jordi Pujol, el CADCI y UGT de Cataluña firmaron un acuerdo de colaboración para volver a su antigua sede de la rambla de Santa Mónica y apoyo logístico para devolver el CADCI al lugar que le correspondía. En 2007 fundó con la UGT de Cataluña la Fundació Catalunya Comerç, para promover y defender los intereses de los trabajadores del comercio, la cual alcanzó unos 3000 socios. En 2009 firmaron un acuerdo de colaboración con PIMEC (la organización empresarial de la pequeña y mediana empresa) y con el Cercle Català de Negocis para reforzar su presencia en el tejido del comercio catalán.
En 2012 el fondo documental del CADCI, que había sido incautado por el franquismo y se encontraba en el antiguo Archivo de la Guerra Civil de Salamanca, le fue devuelto. El CADCI cedió este fondo al Archivo Nacional de Cataluña.
El local de rambla de Santa Mónica es actualmente la sede central de la Unión General de Trabajadores de Cataluña, y una placa recuerda la muerte de Jaume Compte, Manuel González Alba y Amadeu Bardina.